# 東京都市大学
東京都市大学（とうきょうとしだいがく、英語: Tokyo City University、TCU）は、東京都世田谷区玉堤一丁目28番1号に本部を置く日本の私立大学。1929年創立、1949年大学設置。大学の略称は都市大（としだい）。

## 概観

### 大学全体
東京都市大学の前身校は1929年（昭和4年）に創立された武蔵高等工科学校である。東京高等工商学校（芝浦工業大学の前身）の元学生・教授陣が中心となり、東京府荏原郡大崎町（現在の東京都品川区大崎）に創設された。その後、1939年（昭和14年）に現在の本部所在地である東京都世田谷区玉堤に移転。1949年の学制改革により武蔵工業大学となる。1955年、大学は東京急行電鉄（現在の東急および東急電鉄）の創業者五島慶太氏の興した東急グループの学校法人五島育英会に引き継がれた。2009年4月、創立80周年を記念して東京都市大学と改称。同時に、五島育英会が創立した東横学園女子短期大学を統合。従来の工学部、知識工学部、環境情報学部に加えて都市生活学部、人間科学部を新たに開設、5学部16学科となった。2013年、環境情報学部を環境学部とメディア情報学部に改組、2020年、工学部を理工学部に、知識工学部を情報工学部に改称、建築都市デザイン学部を新設、2023年、デザイン・データ科学部を新設し、8学部体制となった。
2023年の志願者数は24,644人で、日本の大学の中で第29位。また、2022年卒業の有名400社実就職率ランキングで全国国公私立の中で第34位、私立大学の中で第13位であった。

### 建学の精神（校訓・理念・学是）
東京都市大学では、前身校の創立以来「公正・自由・自治」を建学の精神として掲げている。

## 沿革
沿革節の主要な出典は、東京都市大学公式サイト「大学案内 大学の歴史」。
- 1929年（昭和04年） - 武蔵高等工科学校を創立（電気・土木・建築の3工学科を設置）
- 1934年（昭和09年） - 機械工学科を増設
- 1942年（昭和17年） - 実業学校令、専門学校令による武蔵高等工業学校開設（機械・電気・土木・建築の4工学科）
- 1944年（昭和19年） - 武蔵工業専門学校と改称（機械・電気・土木・建築の4科に改称し電気通信科を増設）
- 1949年（昭和24年） - 学制改革により武蔵工業大学に昇格（工学部機械工学科・電気工学科・建設工学科）
- 1950年（昭和25年） - 短期大学部開設（機械科・電気科・建設科）
- 1951年（昭和26年） - 武蔵工業学園高等学校開設
- 1953年（昭和28年） - 武蔵工業学園高等学校を武蔵工業大学付属高等学校と改称
- 1956年（昭和31年） - 武蔵工業大学付属中学校開設、信州電波専門学校を開校
- 1957年（昭和32年） - 工学部に電気通信工学科を増設、建設工学科を建築工学科・土木工学科に分離
- 1958年（昭和33年） - 信州電波専門学校を武蔵工業大学付属目黒高等無線学校信州分校に改称。
- 1959年（昭和34年） - 工学部に生産機械工学科・経営工学科を増設
- 1960年（昭和35年） - 原子力研究所を開設、原子炉を川崎市王禅寺に建設
- 1961年（昭和36年） - 武蔵工業大学付属目黒高等無線学校を付属信州工業高等学校とす
- 1965年（昭和40年） - 工学部・機械工学科と生産機械工学科を合併（機械工学科）
- 1966年（昭和41年） - 大学院修士課程開設（工学研究科機械工学専攻・生産機械工学専攻・電気工学専攻・建築学専攻）
- 1968年（昭和43年） - 大学院博士課程開設（工学研究科機械工学専攻・生産機械工学専攻・電気工学専攻・建築学専攻）
- 1969年（昭和44年） - 工学部電気通信工学科を電子通信工学科に改称
- 1972年（昭和47年） - 大学院修士課程工学研究科に土木工学専攻増設
- 1977年（昭和52年） - 情報処理センター開設
- 1981年（昭和56年） - 大学院・博士課程工学研究科に土木工学専攻、経営工学専攻、原子力工学専攻増設
- 1985年（昭和60年） - 工学部電気工学科を電気電子工学科に改称
- 1992年（平成04年） - 水素エネルギー研究センター発足
- 1994年（平成06年） - 五島記念館竣工
- 1997年（平成09年） - 工学部に機械システム工学科・電子情報工学科・エネルギー基礎工学科を増設、環境情報学部開設（環境情報学科）、情報メディアセンター発足
- 1999年（平成11年） - エネルギー環境技術開発センター開所
- 2000年（平成12年） - 産官学交流センター発足
- 2001年（平成13年） - 大学院修士課程に環境情報学研究科環境情報学専攻設置、大学院博士課程及び修士課程工学研究科生産機械工学専攻を機械システム工学専攻に改称、武蔵工業大学付属信州工業高等学校を武蔵工業大学第二高等学校に改称
- 2002年（平成14年） - 大学院博士及び修士課程工学研究科土木工学専攻を都市基盤工学専攻に改称、工学部土木工学科を都市基盤工学科に改称、工学部経営工学科をシステム情報工学科に改称、 環境情報学部に情報メディア学科を増設、生涯学習センター発足
- 2003年（平成15年） - 大学院博士後期課程開設（工学研究科エネルギー量子工学専攻）、工学部電気電子工学科を電気電子情報工学科に、工学部電子情報工学科をコンピュータ・メディア工学科に、工学部エネルギー基礎工学科を環境エネルギー工学科に改称
- 2004年（平成16年） - 創立75周年を迎える。世田谷キャンパスに新図書館竣工。
- 2004年（平成16年） - 総合研究所発足
- 2007年（平成19年）
  - 知識工学部開設（情報科学科、情報ネットワーク工学科、応用情報工学科）、工学部に生体医工学科開設、工学部電気電子情報工学科を電気電子工学科に改称、工学部都市基盤工学科を都市工学科に改称
  - 室蘭工業大学と教育研究に係る学生・研究者交流、共同研究、施設の相互利用、学術・教育情報の交換、産業振興など連携合意
- 2008年（平成20年）
  - 多摩美術大学と教育研究に係る学生・研究者交流、共同研究、施設の相互利用、学術・教育情報の交換、産業振興など連携合意
  - 昭和大学と教育研究に係る学生・研究者交流、共同研究、施設の相互利用、学術・教育情報の交換、保健・医療・福祉分野などでの連携合意
  - 工学部に原子力安全工学科を開設、工学部環境エネルギー工学科をエネルギー化学科に改称
- 2009年（平成21年）
  - 創立80周年を記念し、大学名を東京都市大学に改称。系列校の東横学園女子短期大学を統合、社会科学系の都市生活学部（都市生活学科）と人間科学部（児童学科）を新設。知識工学部に自然科学科を新設。総合大学に移行。また、知識工学部応用情報工学科を経営システム工学科に改称
  - 早稲田大学と教育・研究活動の交流と連携を目的とした包括協定を締結。原子力分野の大学院教育課程の共同原子力専攻と未来エネルギー大学院フォーラムの設置に合意
- 2010年（平成22年） - 東京大学生産技術研究所と教員の相互交流、教育活動の相互協力、共同研究の実施、学術に関する情報の交流・連携に合意
- 2013年（平成25年） - 環境情報学部を環境学部とメディア情報学部に改組
- 2018年（平成30年） - 大学院工学研究科を総合理工学研究科に改称。新6号館が完成。旧6号館の役割（大教室、理科実験室、エネルギー化学科・自然科学科の研究室）を受け継ぐ。
- 2019年（平成31年）
  - 工学部電気電子工学科を電気電子通信工学科に、知識工学部経営システム工学科を知能情報工学科に、環境学部環境マネジメント学科を環境経営システム学科に改称。知識工学部情報通信工学科の学生募集を停止。6学部17学科となる。
  - 創立90周年。
  - 亜細亜大学と教育研究、社会貢献活動などを目的とした包括協定締結
- 2020年（令和02年）
  - 工学部を理工学部に、知識工学部を情報工学部に改称。工学部建築学科と都市工学科を建築都市デザイン学部建築学科と都市工学科に改組。知識工学部自然科学科を理工学部自然科学科に改組。7学部17学科となる。
  - 大学院総合理工学研究科に自然科学専攻を新設。
  - 東京大学宇宙線研究所と学術連携協定を締結。
- 2021年（令和03年）
  - 理工学部エネルギー化学科を応用化学科に改称
  - 大学院総合理工学研究科、大学院環境情報学研究科の修士課程を博士前期課程に名称変更
  - 大学院環境情報学研究科都市生活学専攻に博士後期課程を設置
- 2022年（令和4年）
  - 新7号館が完成
  - 都市生活学部、人間科学部及び大学院環境情報学研究科都市生活学専攻を等々力キャンパスから世田谷キャンパスに移転
- 2023年（令和5年）
  - デザイン・データ科学部デザイン・データ科学科を横浜キャンパスに新設
  - 人間科学部児童学科を人間科学科に改称
- 2024年（令和6年）予定
  - 大学院環境情報学研究科に東京都市大学・エディスコーワン大学国際連携環境融合科学専攻博士前期課程（ジョイントディグリープログラム）を開設[5]
  - 大学院総合理工学研究科建築・都市専攻を建築都市デザイン専攻に改称[6]

## 基礎データ

### 所在地
- 世田谷キャンパス（東京都世田谷区玉堤1-28-1）
- 横浜キャンパス（神奈川県横浜市都筑区牛久保西3-3-1）
- 王禅寺キャンパス（神奈川県川崎市麻生区王禅寺971）

### 象徴

#### 校章
校名変更前の武蔵工業大学では、柏の木の葉をシンボル化したものに「工大」の文字を配したものを校章として制定していたが、東京都市大学への改称の際、それまでの歴史ある柏の葉のシンボルをそのまま使用して、新たにTokyo City Universityの頭文字「TCU」を配している。

#### スクールカラー
スクールカラーはTCUブルーで知性とサステナブルな明るい意味を表している。

#### 校歌
東京都市大学への改称に際して、新たな校歌の制定について検討がなされた結果、建学時の校歌（昭和8年制定）が「東京都市大学校歌」として復活することになった。
歌詞には建学時の精神である「公正・自由・自治」の文言が現れるとともに、これを象徴する「三色旗」の文字も見られる。作詞：相馬御風、作曲：山田耕筰。
東京都市大学グループ学園歌「夢に翼を」作詞・作曲：岩代浩一、編曲：岩代太郎

## 教育および研究

### 組織

#### 学部
- 理工学部
  - 機械工学科
  - 機械システム工学科
  - 原子力安全工学科 - 川崎市麻生区王禅寺に研究用原子炉を保有（現在は核燃料は搬出済）[7]。
  - 医用工学科
  - 電気電子通信工学科
  - 応用化学科
  - 自然科学科

- 建築都市デザイン学部
  - 建築学科
  - 都市工学科

- 情報工学部
  - 情報科学科
  - 知能情報工学科

- 都市生活学部
  - 都市生活学科

- 人間科学部
  - 人間科学科

- 環境学部
  - 環境創生学科
  - 環境経営システム学科

- メディア情報学部
  - 社会メディア学科
  - 情報システム学科

- デザイン・データ科学部
  - デザイン・データ科学科

#### 大学院
- 総合理工学研究科（博士前期課程・博士後期課程）
  - 機械専攻
  - 電気・化学専攻
  - 情報専攻
  - 建築・都市専攻
  - 共同原子力専攻（早稲田大学との共同教育課程）
  - 自然科学専攻
- 環境情報学研究科（博士前期課程・博士後期課程）
  - 環境情報学専攻
  - 都市生活学専攻

#### 附属機関
- 産官学交流センター
- 情報基盤センター
- 理工学部付属原子力研究所

本学の原子力研究所は、1960年（昭和35年）原子力の平和利用目的で川崎市麻生区に原子炉を開設。この研究用原子炉（TRIGA-MkII）は学部・大学院学生の研究のみに留まらず、日本全国の研究者・技術者への原子炉施設の利用を開放して共同研究や受託業務を通じて社会貢献に寄与。中性子を活用した癌や脳腫瘍の治療研究、放射化分析による物質・環境中の微量元素の解析等で国際的な研究成果を収めた。2006年（平成18年）10月に原子炉の使用済核燃料を搬出。現在は原子炉本体以外の施設・設備が残され研究利用されている。現在、原子炉施設・放射線取扱施設の安全管理の業務は継続され、放射線源、実験設備、計測・制御機器等を使って特色ある原子力安全利用研究が進められている。　　　　　
- 都市生活学部・人間科学部関連施設
  - 都市フォーラム
  - 卒研スタジオ
  - スタジオシアター
  - 子育て支援センター「ぴっぴ」
  - 児童学科農業体験用畑
- 総合研究所
  - シリコンナノ科学研究センター
  - 都市基盤施設の再生工学研究センター
  - 重点推進研究室
    - 広域型地震防災研究室
    - 地盤環境評価研究室
    - 水素エンジン研究室

  - ハイブリッド材料化学研究室
  - 先進エネルギーシステム研究室
  - インキュベーション・ラボ
    - デジタルアーカイブ研究室

### 研究

#### 私立大学学術研究高度化推進事業
- ハイテク・リサーチ・センター整備事業
  - シリコンナノ科学研究センター
- 学術フロンティア推進事業
  - エネルギー環境科学研究センター

#### 私立大学戦略的研究基盤形成支援事業
- 次世代LSIに向けた新機能シリコン系ナノ電子・光・スピンデバイスの創出（2009年）

#### 水素自動車

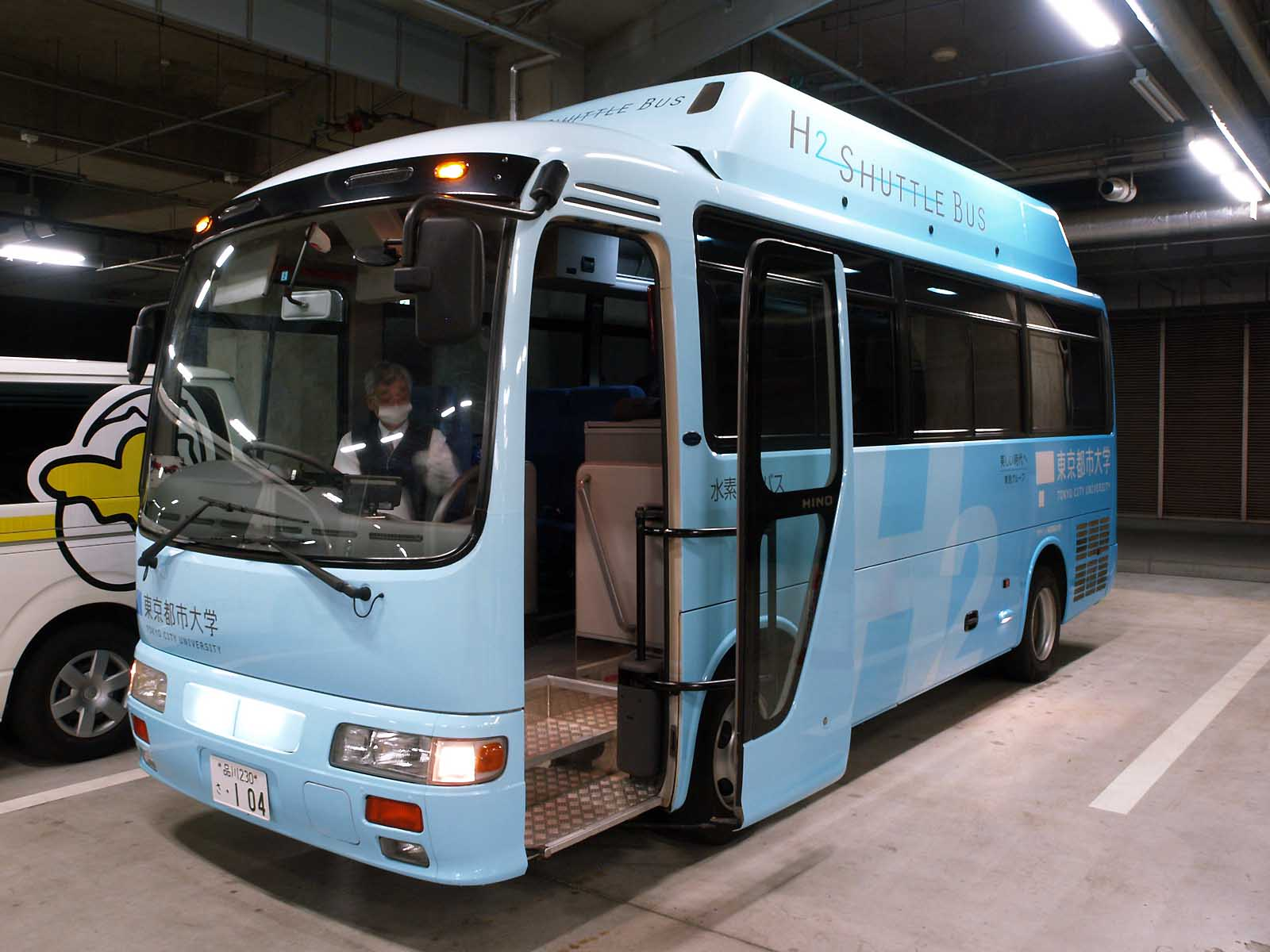
水素燃料バス（日野・リエッセ改）

- 1970年に日本で初めて水素燃料エンジンの運転を行い、1974年には水素エンジンを搭載した日本初の水素自動車「武蔵1号」の試作とデモ走行を行った。
- 1997年12月に行われた地球温暖化防止に関する京都国際会議 (COP3)に水素自動車「武蔵10号」が出展された。
- 国家プロジェクトである「次世代低公害車開発促進プロジェクト」にも参加して、フル電子制御エンジンの研究開発を行っている。
- 2008年に開催された北海道洞爺湖サミットでの水素シャトルバスの走行実験及び、大学キャンパス間のシャトルバス1台を水素バスに改造して運行するプロジェクトを進めてきた結果、2009年4月には日野自動車、岩谷産業の協力を得て、水素燃料エンジン搭載バスの開発に成功した。日本自動車研究所の技術審査を通過して、国土交通省からナンバープレートを取得し、水素エンジン搭載バスとしては日本初となる公道での走行が可能となった[8][9]。

#### 原子炉
- 研究用原子炉を持つ日本の大学は、廃炉、休止中のものを含み東京大学・京都大学・東京都市大学・立教大学・近畿大学のみである。
- 東京都市大学前身校の武蔵工業大学では、原子炉の希少性から全国の国公私立大学の研究者にも施設を開放し、放射化分析、炉物理研究などの原子力分野の研究のほか、 脳腫瘍及び皮膚がん患者への放射線治療（中性子捕捉療法）を実施する等、医療分野の研究が進められた。
- 原子炉は1963年の初臨界から1989年まで26年間、研究稼働された。1989年12月21日、熱中性子柱の孔食による原子炉タンク水の一部漏洩が発見され、安全のために稼働停止された。その後、2003年5月20日において原子炉の廃止が決定。[10]。
- 2006年に使用核燃料は米国に全て返還された。[10]　現在、炉を除く全ての施設は原子力安全研究・教育のために利用されており、大学院総合理工学研究科共同原子力専攻（早稲田大学大学院との共同大学院）および理工学部原子力安全工学科では、現存の原子力施設を使用した研究と教育が行われている。
- 2009年、東京都市大学は日本原子力学会から、第1回原子力歴史構築賞を受賞した[11]。

#### TOPPERSプロジェクト
- 計算機ソフトウェア研究室が、TOPPERSプロジェクトの特別会員になっている[12]。

### 教育
- 現代的教育ニーズ取組支援プログラム
  - ICTによるニュータウンの街づくり拠点構築－web2.0技術の活用による地域情報の集約と地域活動の促進（環境情報学部）
- 特色ある大学教育支援プログラム
  - 国内外の地域に密着した実践的環境教育（環境情報学部）
- 原子力人材育成プログラム
  - 原子力研究促進プログラム（文部科学省）
    - 学生の参加による廃炉後の設備を利用した実体感型原子炉シミュレータの構築

  - チャレンジ原子力体験プログラム（経済産業省）
    - 研究炉等を用いた原子炉運転実習等
- サイバーキャンパス整備事業
  - 海外連携型サイバーキャンパスによる環境情報教育の構築（環境情報学部）

## 学生生活

### サークル活動
東京都市大学公認の課外活動団体は、文化系に分類されている部は文化団体連合会に、体育系に分類されている部は体育会本部に、同好会・愛好会は同好会連合会に、各学科直下の学生会（学科研）は学科研究会連合会に、それぞれ所属している。また、学事行事の運営に携わる学生団体を特殊団体と呼ぶ。

#### 上部団体
- 学生団体連合会
  - 本部
  - 横浜分室
- 体育会
- 文化団体連合会
- 同好会連合会
- 学科研究連合会

#### 特殊団体
- 新聞会
  - 1954年設立[14]
- 吹奏楽団
  - Stack Sounds Orchestra
  - TCU Wind Orchestra
- 放送会
- ISO学生委員会
- 世田谷祭実行委員会
- 横浜祭実行委員会

### 学園祭
東京都市大学の大学祭は、各キャンパスごとに開催されている。

#### 世田谷祭（世田谷キャンパス）
- 2007年は、アイドルユニットChocolove from AKB48のイベントが行われた。
- 2016年、「カノエナラ」と「the peggies」の対バンライブを開催された
- 2017年、「mol-74」と「EVERLONG」の対バンライブを開催された
- 2018年、「MOSHIMO」のライブを開催された
- 2019年は第90回の節目として、11月2日・3日の両日に開催予定であったが、令和元年東日本台風（台風19号）による被災のため中止。一部企画を同日開催の等々力祭に振り替えて実施した[15]。

#### 横浜祭（横浜キャンパス）
- 2007年は、ヒップホップユニットFUNKY MONKEY BABYSのライブが行われた。
- 環境情報学部の特色を活かした「環境志向型学園祭」として、環境負荷の少ない学園祭を開催コンセプトにしている[16]。2008年5月31日・6月1日開催の「第12回MI-TECH横浜祭」では、日本の大学の学園祭では初めて、DRP (Dish Return Project、皿などに使い捨て容器を使用せず洗って再利用する) [16]やカーボンオフセットを導入[17]した。この取り組みにより、横浜市より2009年度「第17回横浜環境活動賞」を受賞した[16]。なお第7回（平成11年度）にも同賞を受賞しており、環境情報学部としては2度目の受賞となる[16][18]。

#### 等々力祭（等々力キャンパス）
- 2017年は、鳥取県出身のシンガーソングライター杏沙子のワンマンライブが行われた。
- 2018年で第10回を迎えた。例年バルーンリリースを始め多彩な企画を行い、地域住民や小さな子供が多く集まり盛り上がっている。
- 2018年はNON STYLE・ひょっこりはん・囲碁将棋の3組の芸人による「お笑いライブ in TODOROKI」が行われた。
- 2019年の第11回等々力祭では、同日開催予定の世田谷祭が東日本台風の影響により中止となったため、世田谷祭で開催予定であった一部企画を振り替えて実施した[15]。

- 世田谷キャンパスへの統合に伴い、2021年の第13回等々力祭が最後の開催となった。

### スポーツ
- 硬式野球部は東都大学野球連盟に加盟している。
- ラグビー部は全国地区対抗大学ラグビーフットボール大会に関東1区代表として2006年度までに全国大会へ12年連続17回出場して6回全国優勝している。
- ソフトテニス部は2007年度の関東理工系大学ソフトテニス春季リーグで男女とも1部に昇格した。
- アメリカンフットボール部は関東学生アメリカンフットボール連盟に加盟している。

## 大学関係者と組織

### 大学関係者一覧
- 東京都市大学の人物一覧

### 大学関係者組織
- 東京都市大学後援会
  - 東京都市大学に在学している学生の保護者を正会員とする大学の後援組織。

- 武蔵工業会
  - 旧・武蔵工業大学とその前身校である武蔵工業専門学校の卒業生が主な会員である同窓会組織。国内に35の地方支部と28の職場支部及び国外(韓国/台湾)に支部があり、会員数は約6万人(平成22年時点)。

- 東京都市大学 校友会
  - 東京都市大学が第一期生を送り出すに当たり、武蔵工業大学の同窓会である「武蔵工業会」と、東横学園女子短期大学の同窓会である「美砂会」を統合。さらに東京都市大学の卒業生を正会員とする「東京都市大学 校友会」が平成25年4月に発足された。会員数は約9万人。
- 東京都市大学 楷の木会
  - 2006年6月、環境情報学部創立10周年と共に設立された東京都市大学横浜キャンパスの同窓会組織。横浜キャンパスのシンボルでもある楷の木にちなんで「楷の木会」と名づけられた。[19]

## 施設

### キャンパス

#### 世田谷キャンパス
- 所在地：東京都世田谷区玉堤1-28-1

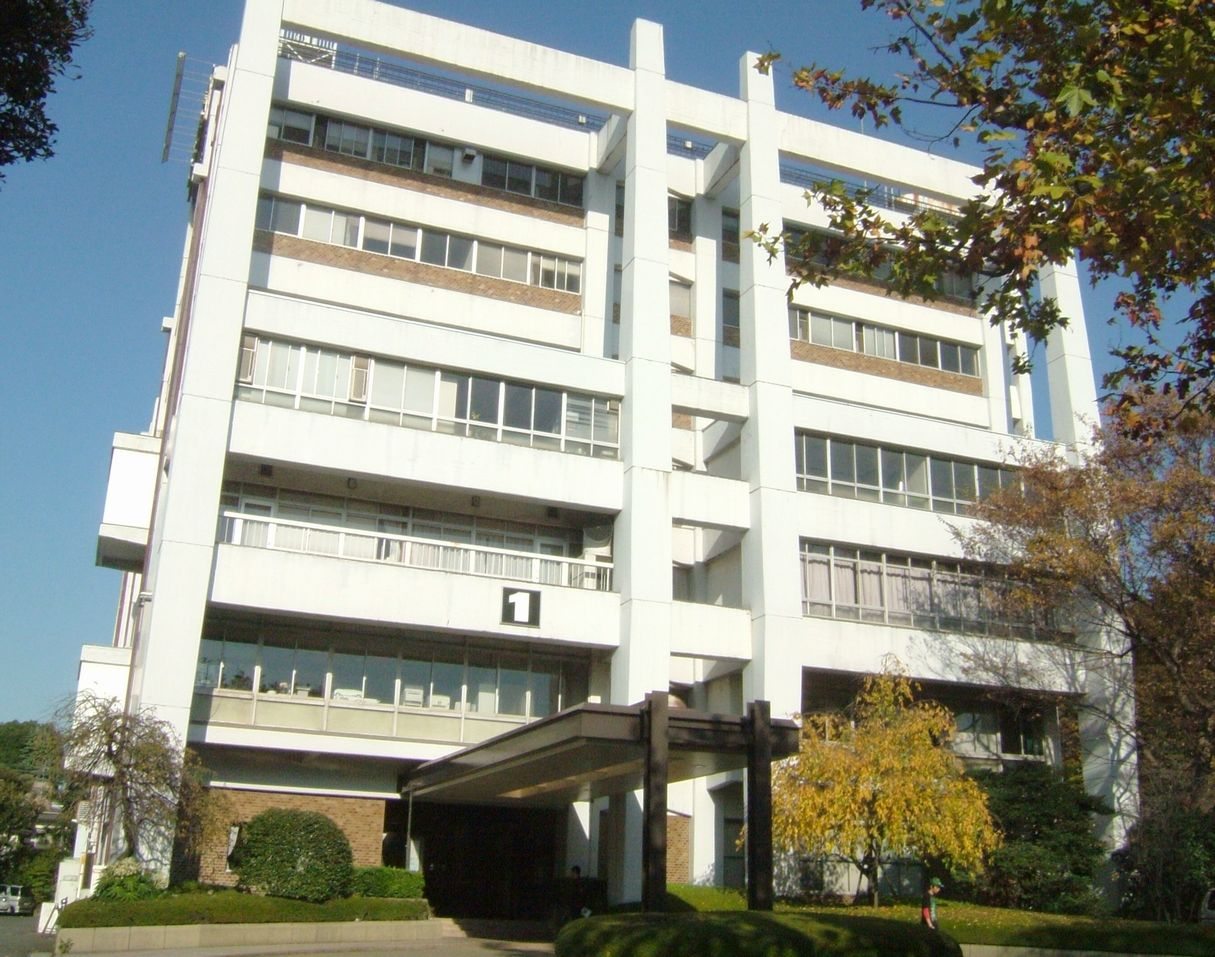
世田谷キャンパス 旧1号館

- 使用学部：理工学部、建築都市デザイン学部、情報工学部、都市生活学部、人間科学部
- 使用研究科：大学院総合理工学研究科、大学院環境情報学研究科
- 使用附属施設：図書館、産学交流センター・情報基盤センター・水素エネルギー研究センター
- アクセス：尾山台駅より徒歩15分。東急バス玉11系統、「東京都市大南入口」下車徒歩5分。田園調布駅・上野毛駅・千歳船橋駅から東急バス園01系統「東京都市大北入口」、等々力駅・尾山台駅から東急バス等01系統「東京都市大東入口」、「東京都市大前」も利用できる。
- 敷地面積：73,370.06 m2[20]

世田谷キャンパスは、東京23区内の私立理工学系大学キャンパスの中ではもっとも広い。近くの多摩川河川敷には総合運動場（敷地面積23,283.00 m2（18号館を含む）がある。なお、二子玉川駅から徒歩圏内に野球グラウンドやラグビー、テニスコートなどを含む総合運動グラウンドを保有している。
SAKURA CENTER#14（新14号館）
大学創立75周年記念事業の第1期事業として、2003年に竣工した世田谷キャンパスの「コア施設」である。旧14号館（体育館）と旧9号館（食堂棟）などを一体化した複合施設となっており、計画・設計から完成に至るまで、教職員と学生が積極的に参加した設計コンセプトは、旧体育館の床フローリングを新食堂の床材に再利用するなど、環境に配慮した構造が高い評価を得た。第45回BCS賞（建築業協会賞）受賞。
新図書館（新9号館）
大学創立75周年記念事業の第2期事業として、2004年に竣工した世田谷キャンパスの図書館である。館内にITを多用しており、キャンパスカード（ICカード）による入退館・施設予約をはじめ、自動貸出機による貸出のほか、館内のどこでもインターネットが利用できる。蔵書は図書25万冊、和洋雑誌約3,000タイトルで、学習の専門分野となる理工学関係の資料を中心に所蔵している。

#### 横浜キャンパス

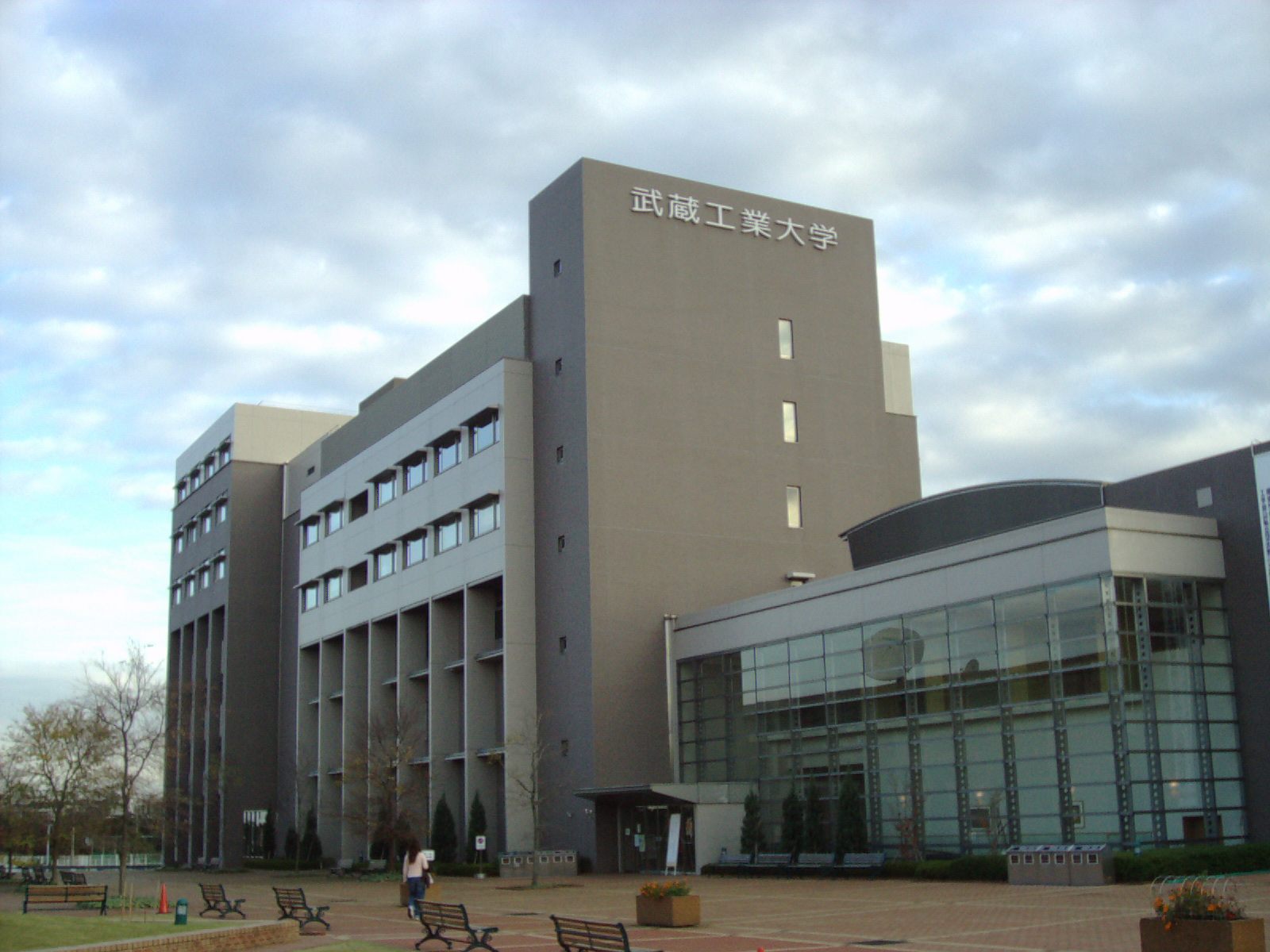
横浜キャンパス3号館

- 所在地：神奈川県横浜市都筑区牛久保西3-3-1
- 使用学部：環境学部、メディア情報学部、デザイン・データ科学部
- 使用研究科：大学院環境情報学研究科
- 使用附属施設：図書館、情報基盤センター
- アクセス：中川駅（東京都市大横浜キャンパス前）より徒歩5分。または鷺沼駅から東急バス鷺03・04系統「牛久保西公園」下車徒歩5分。
- 敷地面積：64,687.96m2[20]

港北ニュータウンの一角に位置しており、周囲は閑静な住宅や緑に囲まれた地域開放型キャンパスとなっている。横浜キャンパスは日本の教育機関で初めて国際環境管理・監査規格ISO14001の認証を取得し、第12回地球環境大賞で優秀環境大学賞を受賞した。

#### 王禅寺キャンパス

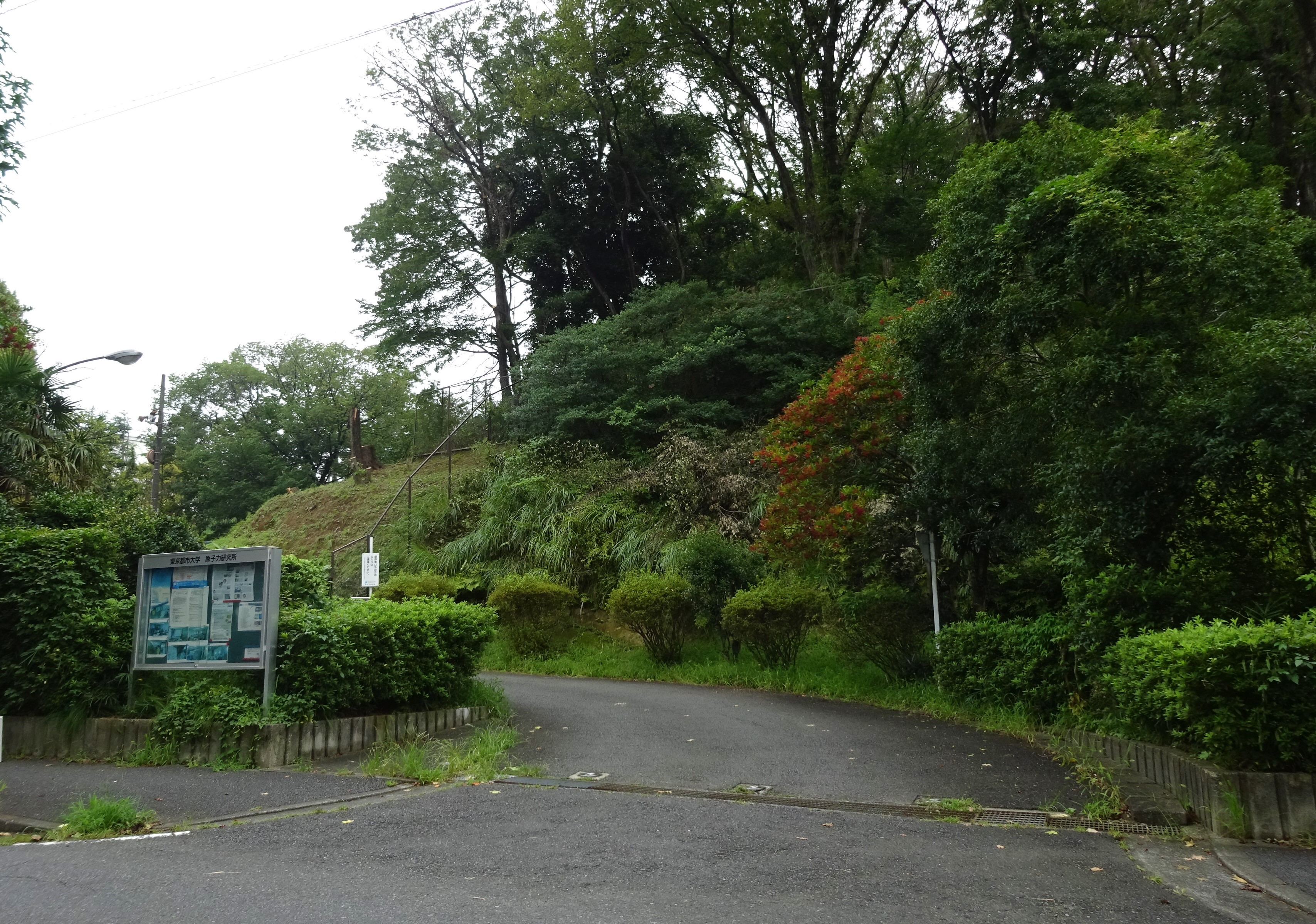
王禅寺キャンパス

- 所在地：神奈川県川崎市麻生区王禅寺971
- 使用研究科：大学院総合理工学研究科
- 使用附属施設：原子力研究所
- アクセス：あざみ野駅から東急バスあ27系統「虹ヶ丘団地」下車、徒歩9分。
- 敷地面積：75,258.00 m2[20]

王禅寺キャンパスには原子力研究所が設置されており、1963年にTRIGA-II型研究用原子炉（武蔵工大炉: MITRR）の初回臨界を達成した。 1989年12月に炉心タンクから冷却水漏れが見つかり原子炉の運転を停止し、2003年5月に原子炉廃止の方針が決定され永久機能停止措置が取られた。2006年には使用済燃料が全て米国に返還され原子炉は廃止されたが、原子炉本体以外の施設・設備は残されており、現在も教育・研究で使用されている。

### 過去に存在したキャンパス

#### 等々力キャンパス
- 所在地：東京都世田谷区等々力8-9-18
- 使用学部：都市生活学部・人間科学部
- 使用研究科：大学院環境情報学研究科

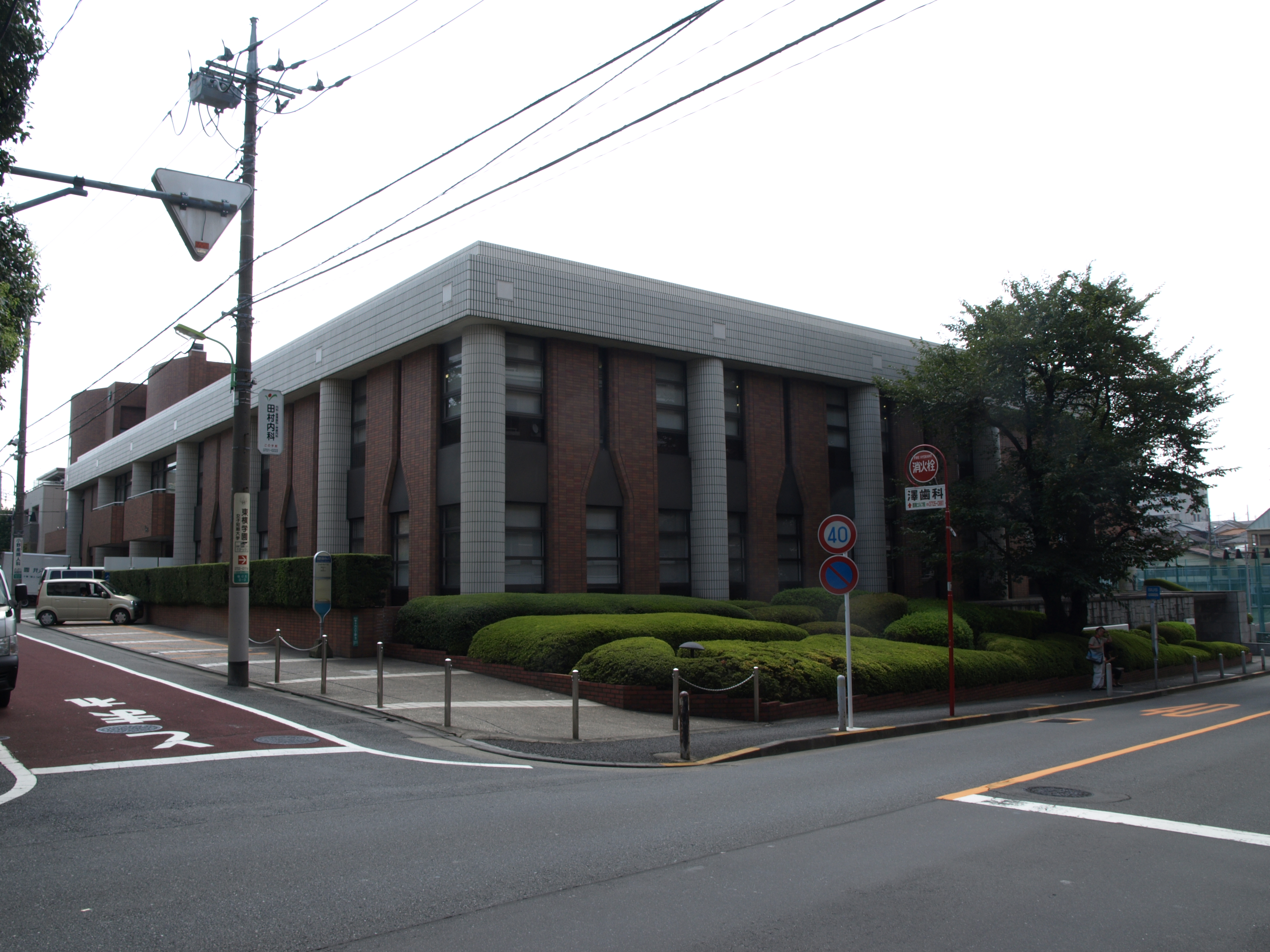
等々力キャンパス（旧：東横学園女子短期大学）

- 使用附属施設：図書館・総合研究所・都市フォーラム・スタジオシアター・子育て支援センター・児童学科農業体験用畑
- アクセス：等々力駅より徒歩10分。または目黒駅・都立大学駅・二子玉川駅より東急バス黒02系統「都市大等々力キャンパス前」下車徒歩1分。
- 敷地面積：11,531.00 m2[20]

2009年度より統合された東横学園女子短期大学のキャンパスを引き継ぐ形でそのまま使用しており、設置学部も同短期大学の学部であった文系（社会科学系）の都市生活学部、人間科学部が使用していた。
等々力キャンパスには総合研究所が設置されており、主に文部科学省私立大学学術研究高度化推進事業として選定されたハイテク・リサーチ・センター整備事業「シリコンナノ科学研究センター」ならびに学術フロンティア推進事業「エネルギー環境科学研究センター」の2つのプロジェクト研究を行っていた。
2022年度にアクションプラン2030の一環として世田谷キャンパスへ統合された。

#### シャトルバス
世田谷キャンパスと横浜キャンパスを結ぶ交通手段として無料のシャトルバス（東京都市大学キャンパス間シャトルバス）がある。運行は東急バスが担当する。利用の際は大学構内で配布している利用券が必要となる。

## 対外関係

### 他大学との協定
- 東京都市大学・室蘭工業大学　包括連携協定
- 東京都市大学・多摩美術大学　包括連携協定
- 東京都市大学・昭和大学　包括連携協定
- 東京都市大学・早稲田大学　包括連携協定（原子力分野の共同教育課程の設置など）
- 東京都市大学・亜細亜大学　包括連携協定
- 東京都市大学・東京大学生産技術研究所　学術連携協定
- 東京都市大学・東京大学宇宙線研究所　学術連携協定
- 世田谷6大学コンソーシアム
- 東京理工系4大学
- 横浜市内大学間学術・教育交流協議会
- 神奈川県内大学間学術交流協定(大学院)

### 国際・学術交流等協定校
- オレゴン工科大学（アメリカ・オレゴン州）
- パデュー大学（アメリカ・インディアナ州）
- サストラ大学（インド）
- スロバキア工科大学（スロバキア）
- ソフィア工科大学（ブルガリア）
- 北京建築工程学院（中国・北京市）
- 北京林業大学（中国・北京市）
- 武漢大学（中国・湖北省・武漢市）
- 南台科技大学（台湾・台南市・永康区）
- ナショナル大学（ネパール・カトマンズ）
- カンタベリー大学（ニュージーランド）
- カーティン大学（オーストラリア）
- クイーンズランド工科大学（オーストラリア）

### かつての系列校
- 東横学園女子短期大学　2009年に、武蔵工業大学とともに東京都市大学へ統合。

### 関連校
直接的な系列校ではないが、亜細亜大学とは、東急グループの関係者が関わったことで関係がある。

## 附属学校
東京都市大学は、以下の5つの附属学校を持つ。
- 東京都市大学付属中学校・高等学校（東京都世田谷区成城）
- 東京都市大学等々力中学校・高等学校（東京都世田谷区等々力）
- 東京都市大学塩尻高等学校（長野県塩尻市）
- 東京都市大学付属小学校（東京都世田谷区成城）
- 東京都市大学二子幼稚園（東京都世田谷区玉川）

## 公式サイト
- 東京都市大学
- 東京都市大学 総合研究所、